# O Jardim do General

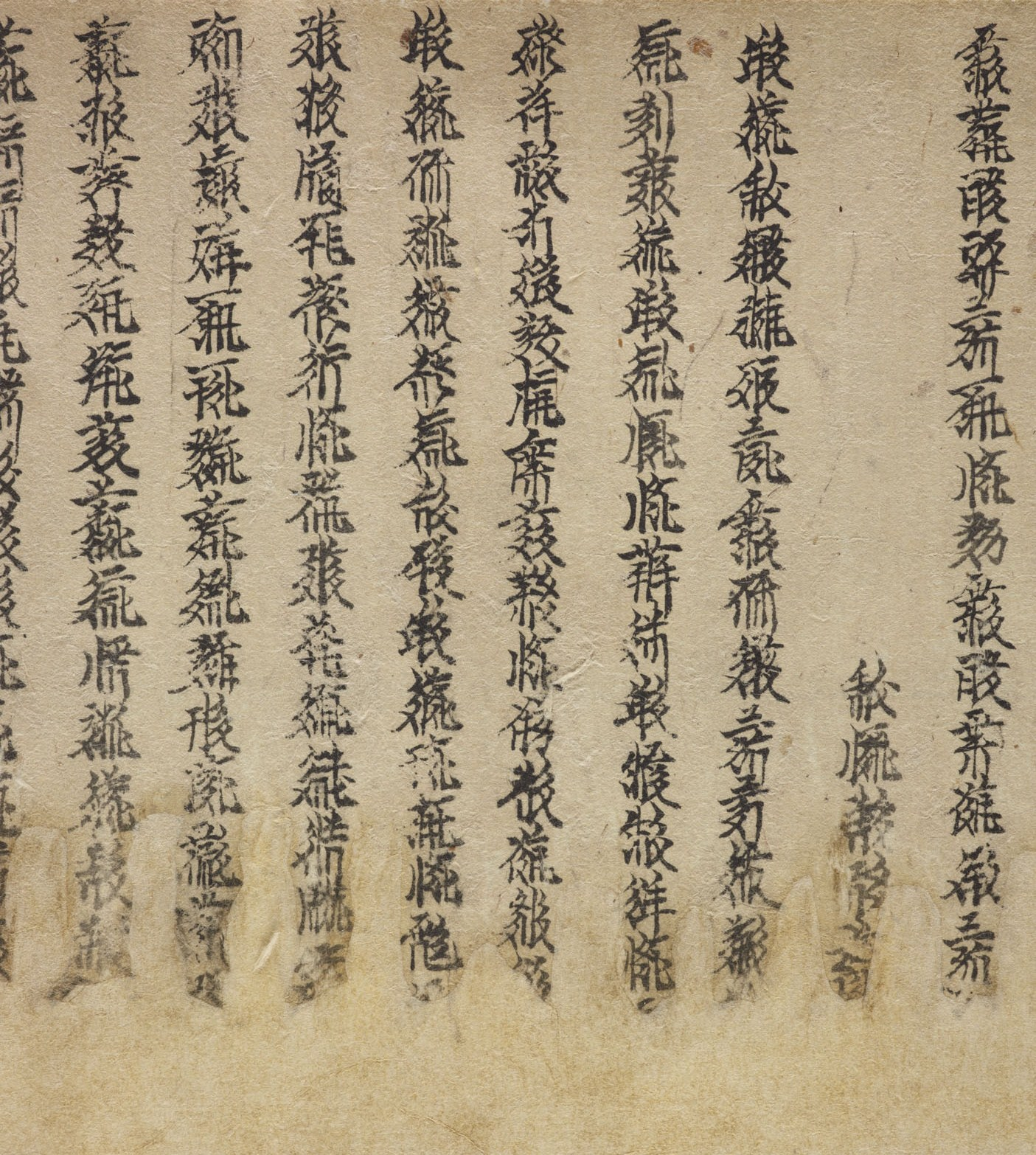
Trecho da tradução do século 12 de O Jardim do General em tangute.

O Jardim do General (chinês: 將苑, pinyin: Jiàng Yuàn), também conhecido como O Livro do Coração (chinês: 心書, pinyin: Xīn Shū) ou O Novo Livro (chinês: 新書, pinyin: Xīn Shū), é um antigo texto militar chinês atribuído ao famoso estrategista militar do período dos Três Reinos, Zhuge Liang (181–234).

## História
Embora a autoria seja atribuída a Zhuge Liang, não há registros do livro anteriores à Dinastia Song (960–1279), e em geral se considera que seja uma falsificação escrita durante o período Song do Norte (960–1127). Não sobreviveram edições da dinastia Song, e as mais antigas que chegaram aos dias de hoje datam da dinastia Ming (1368–1644). Sabe-se da existência de edições de 1517, 1564 e 1637, sendo que a edição de 1637 traz um colofão datado de 1485. O texto foi republicado diversas vezes durante a dinastia Qing (1644–1911). Uma edição acadêmica do texto foi organizada por Zhang Shu (chinês: 张澍, pinyin: Zhāng Shù) (1781–1847), e uma versão pontuada da edição de Zhang Shu foi publicada na China em 1960.
As edições da dinastia Ming contam com cinquenta seções, mas as quatro últimas, referentes aos “bárbaros” do norte (Beidi), sul (Nanman), leste (Dongyi) e oeste (Xirong), são omitidas na maior parte das edições da dinastia Qing. Acredita-se que essa omissão tenha sido feita para não ofender os governantes manchus da dinastia Qing.

## Tradução em tangute
Embora as edições mais antigas de O Jardim do General datem apenas da dinastia Ming, um manuscrito único de uma tradução da obra para o idioma tangute foi coletado na cidade fortificada abandonada de Khara-Khoto por Aurel Stein em 1914 e atualmente está preservado na Biblioteca Britânica, em Londres. Essa tradução provavelmente foi feita na segunda metade do século 12 ou no início do século 13, precedendo em cerca de 200 anos as mais antigas edições chinesas que se conhecem.
A tradução tangute difere da versão chinesa em dois pontos importantes. Primeiramente, o texto em tangute está dividido em trinta e sete seções, omitindo mais de dez em comparação com o texto chinês, que conta cinquenta seções. Não se sabe ao certo se essa diferença se deve ao fato de que a fonte Song utilizada na tradução tinha menos seções que a versão posterior, ou se o tradutor tangute decidiu omitir seções consideradas irrelevantes à situação do Xixia. A outra diferença significativa é o tratamento dado às quatro seções finais, referentes aos “bárbaros” dos quatro pontos cardeais, que se resume a uma única seção descrevendo apenas os bárbaros do norte, chamados de “Senhores das Estepes” na tradução tangute. Isso provavelmente reflete a situação geopolítica distinta do Estado de Xixia em relação ao Estado chinês.